# Сьвенцьк-Струмяни
Сьвенцьк-Струмяни (пол. Święck-Strumiany) — село в Польщі, у гміні Чижев Високомазовецького повіту Підляського воєводства.
Населення — 47 осіб (2011).
У 1975-1998 роках село належало до Ломжинського воєводства.

## Історія
Імовірно ще в ХІ ст. намітився кордон найзахідніших руських земель з Польщею, який протягом ХІ-XIV ст. суттєво не змінювався. Зокрема, кордон з польською Мазовією починався на р. Нарві. Найбільш висунутим в мазовецький бік руським городищем тут був Сураж, розташований на лівому березі Нарви, біля гирла р. Лізи. З мазовецького боку тут знаходилися натомість два раніш згадані городища – Візна біля впадіння р. Бобри до Нарви і Сьвенцьк. Мазовецьке городище в Сьвенцьку на р. Броці (городище Окоп у Сьвенцьку-Струмянах) виникло на межі ХІ-ХІІ ст. Це городище згадується в найстарішій інвентаризації майна Плоцького єпископства в XI ст. Городище перейшло до його власності близько часу своєї фундації 1075 р. Овальне городище, що знаходиться на краю височини висунутої в долину річки Брок. Оточено дерев’яно-земляним валом. Ширина валу у його основи сягає 10 м. Знищене в XIII ст. Біля городища знаходилися костел та торговище. За джерелами ХІІІ ст. у ньому була садиба каштеляна і митниця. Зазначається, що вона могла обслуговувати торгівельний шлях до Русі та на землі ятвягів. Про наявність в складі населення городища русинів свідчать виразні руські впливи виявлені в інвентарі могил на прикостельному цвинтарі. Городище збереглося і серед місцевого населення носить назву «Окоп» чи «Вороняче гніздо».

## Демографія
Демографічна структура станом на 31 березня 2011 року:
|          | Загалом | Допрацездатний вік | Працездатний вік | Постпрацездатний вік |
| -------- | ------- | ------------------ | ---------------- | -------------------- |
| Чоловіки | 26      | 6                  | 17               | 3                    |
| Жінки    | 21      | 3                  | 14               | 4                    |
| Разом    | 47      | 9                  | 31               | 7                    |